# الکامل محمد بن عادل
الکامل محمد بن عادل (عربی: الکامل؛ زاده ۱۱۸۰ درگذشته ۶ مارس ۱۲۳۸) از سلاطین ایوبی دمشق و مصر بود. ایوبیان در دوره سلطنت او در جنگ صلیبی پنجم نیروهای صلیبی را شکست دادند. الکامل در میان صلیبیان به ملدین شهرت داشت. نامی که هنوز در برخی از منابع کهن غربی دیده می شود. او در جنگ صلیبی ششم و طی توافقی با امپراتور مقدس روم، اورشلیم را به نیروهای صلیبی واگذار کرد. همچنین گفته می شود که او با  قدیس فرانسیس دیدار داشته است.